# Которское восстание
Ко́торское восста́ние (каттарское восстание) — восстание матросов австро-венгерского флота 1-3 февраля 1918 года в порту города Котор (Побережье Адриатического моря, Черногория).

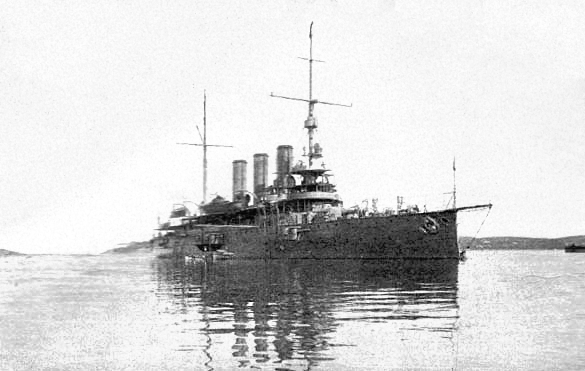
Крейсер «Санкт Георг»

Восстание началось 1 февраля 1918 года в Которском заливе с бунта на крейсере «Санкт-Георг» и поднятием красного флага. Позже к восставшим присоединились экипажи ещё 42 судов (около 6 тысяч матросов) и рабочие порта. Основная масса восставших принадлежала к национальным меньшинствам империи — словенцы, сербы, хорваты, чехи, венгры. Руководили восстанием Ф. Раш, М. Брничевич, А. Грабар и Е. Шишгорич. На судах создавались ревкомы. Восставшие требовали немедленного заключения мира на основе предложений правительства Советской Россией, право на самоопределение народов Австро-Венгерской империи, создание демократического правительства. 3 февраля из военно-морской базы Пула к бухте подошли несколько подводных лодок, по суше к порту была переброшена пехота. В тот же день восстание было подавлено, около 800 человек были арестованы, руководители расстреляны.
Командующий подавлением восстания контр-адмирал Миклош Хорти (венгр по национальности, венг. Miklós Horthy) был назначен на должность командующего флотом Австро-Венгрии, вместо смещённого гроссадмирала Максимилиана Ньегована (хорвата по национальности, хорв. Maximilian Njegovan).